# Замок Леслі

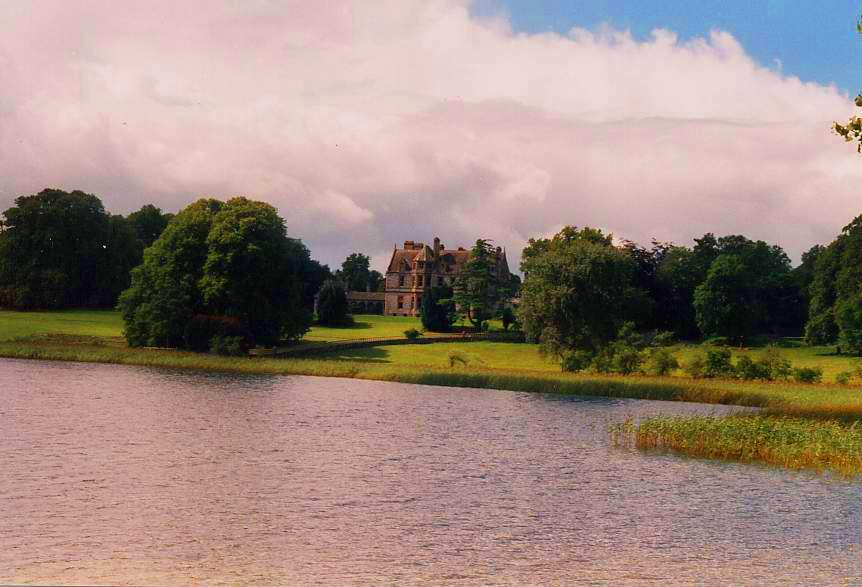
Замок Леслі на березі озера Глас-Лох.

Замок Леслі (англ. Castle Leslie) — один із замків Ірландії, розташований в графстві Монахан, біля селища Гласлоу, за 7 миль на північ від міста Монахан. Належить шотландському клану Леслі. Нинішній власник — сер Джон Леслі. Архітектор замку — В. Лінн. Замок збудований в 1870 році.

## Особливості архітектури
Замок побудований в стилі замків шотландських баронів. Замок побудований будівельною фірмою «Ланьон, Лінн та Ланьон» для сера Джона Леслі — І баронета Леслі та депутата парламенту Великої Британії. Замок побудований на місці більш давнього замку Леслі. Замок Леслі ніколи не був оборонною спорудою і використовувався тільки як резиденція аристократичної родини. Фасад має суворий аскетичний вигляд і побудований так, щоб заховати сади, що розташовані за ним. Задня частина замку має пишний бароковий стиль. Замок має бібліотеку та більярдну. Зовнішній фасад побудований архітектором В. Лінном, інтер'єр зроблений Ланьоном та Джоном Лелом під впливом італійського ренесансу.
Біля замку є три озера. Найбільше — Гласлоу — ірландська назва Глас-Лох — Зелене Озеро. Поруч є селище з такою ж назвою. Озеро Кілві на північ від замку, озеро Дрім (озеро Мрій), що мало колись кранног — дерев'яну фортецю на штучному острові, традиційну оборонну споруду кельтів. Маєток Леслі включає парк, річки, ліс. Площа маєтку 1000 акрів. У замку жила родина Леслі, сер Джек Леслі, основний власник — Саманта (Семмі) Леслі. Всі інші з родини Леслі є співвласниками замку.

## Сучасний стан
Маєток Леслі приймає гостей — зупинитись можна в мисливському будиночку, збудованому в традиційному стилі або в будиночку, що називається «Старе стійбище М'юз».
Біля замку є бар, ресторан, спа-салон, кулінарна школа. Новий павільйон побудований для проведення конференцій, весіль та інших заходів. Тривають роботи по відновленню саду і парку.
У 2002 році замок Леслі став популярним серед прихильників груп «Бітлз» та «Вінгз». Замок відвідували Пол Маккартні, модель та актриса Гетер Мілс, що брали шлюб в церкві Святого Сальвадора. Після цієї події популярність серед туристів замку Леслі різко зросла.
У 2004 році до маєтку повернувся кінний центр, побудовані були нові стайні та прокладені нові кінні маршрути.
У 2005 році були добудовані нові спальні, нові зали, нові номери.

## Видатні відвідувачі замку
У 2002 році про замок Леслі писали газети всього світу, коли сер Пол Маккартні одружився з Гетер Мілс в церкві, що розташована та території маєтку, а потім влаштував весільний бенкет на 300 гостей, який підготував шеф-кухар Ноел Мак-Міл.
Замок Леслі відвідували багато видатних людей, в тому числі ірландський поет Вільям Батлер Єйтс, борець за свободу Ірландії Майкл Коллінз, музична група «Роллінг Стоунс», сер Мік Джаггер, астроном сер Пітрік Мур, герцог де Валлентинос, родичі Черчилля (які є одночасно родичами родини Леслі).